# Bipasha Basu
Bipasha Basu (Nueva Delhi, 7 de enero de 1979; Bengali: বিপাশা বসু) es una modelo, actriz y cantautora india, ganadora de la Competición mundial de supermodelos Ford con la que se hizo muy conocida.

## Biografía

### Primeros años

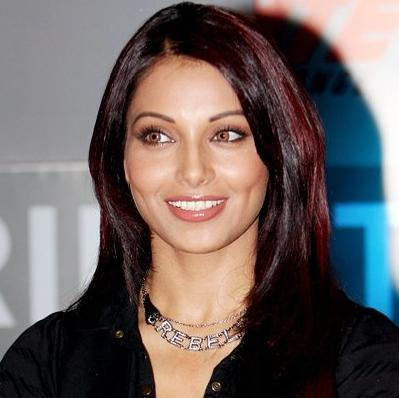
Bipasha Basu, en abril de 2008.

Es la segunda de tres hijas; sus hermanas son Bidisha y Bijoyeta. Nació en Nueva Delhi, pero su familia se mudó más tarde a Kolkota, donde ya empezó a ganar concursos de modelo de muy pequeña. 
Se graduó en comercio en Calcuta y debutó en el cine con Ajnabee de Abbas-Mustan con Bobby Deol, Akshay Kumar y Kareena Kapoor. El 7 de julio de 2007 presentó con Hilary Swank y Ben Kingsley las nuevas 7 maravillas del mundo.

### Vida personal

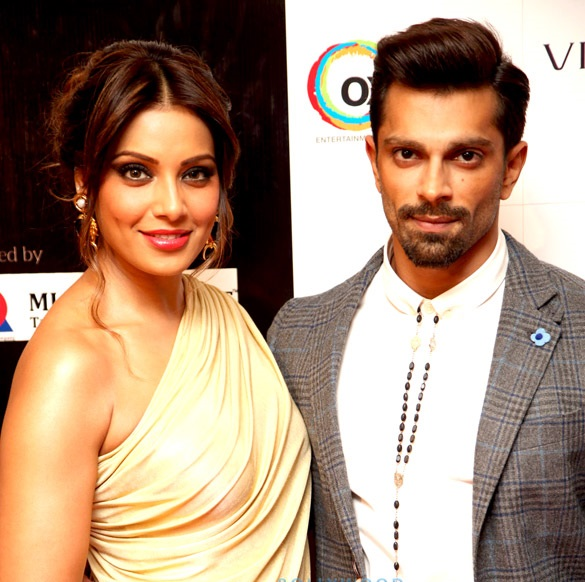
Basu con su marido Karan Singh Grover en 2015

Basu estuvo en una relación con Dino Morea desde 1996 hasta 2002 y también una muy mediática con John Abraham desde 2002 hasta 2011. En 2014 conoció a Karan Singh Grover en el set de Alone. La pareja se casó el 30 de aril de 2016. En agosto de 2022 anunciaron que estaban esperando su primer hijo. Su hija Devi nació en diciembre de ese año.

## Premios

### Premios Filmfare
Ganadora
- 2001: Filmfare Awards, Filmfare Best Debut Award por Ajnabee.

Nominada
- 2002: Filmfare Best Actress Award por Raaz.
- 2003: Filmfare Best Villain Award por Jism.
- 2005, Filmfare Best Supporting Actress Award , por No Entry.
- 2006: Filmfare Best Actress Award por Corporate.

### Star Screen Awards
Nominada
- 2006: Star Screen Award Best Supporting Actress, por Ajnabee.
- 2003: Star Screen Award Jodi No. 1 con Dino Morea por Raaz.
- 2006: Star Screen Award Best Actress por Corporate.[4]

### Zee Cine Awards
Winner
- 2003: Zee Cine Awards, Zee Cine Award Dynamic Duo por Raaz.

Nominada
- 2002: Zee Cine Award Best Female Debut por Ajnabee.
- 2006: Zee Cine Award Best Actor- Female por Corporate.[5]

### International Indian Film Academy Awards
Ganadora
- 2002:Sony faces of the Year.

### Global Indian Film Awards
Ganadora
- 2006: GIFA Best Actress por Corporate.
- 2006: GIFA Best Actress critics por Corporate.

### MTV Immies
Ganadora
- 2006:Best Performance in a Song- Female for Beedi.

### Bollywood Movie Awards
Ganadora
- 2004: Bollywood Movie Award - Best Villain -Jism
- 2007: Bollywood Movie Award - Best Actress -Corporate

### Otros premios
- 2004:Star's Sabsey Favourite Nayi Heroine por Raaz.
- 2003: Mejor estilismo femenino en la MTV .
- 2005: Número uno en el periódico Eastern Eye.
- 2006: Premio Anadalok Purashkar a la mejor actriz por Corporate.
- 2007: Premio All India Filmgoers, reina de corazones.[6]
- 2006: Premio Anand Bazar Patrika a la mejor actriz por Corporate

### Concursos
- 1996: Ford Supermodel of the world Contest
- 1996: Tulip Miss Super Vivacious.

## Filmografía
| Año  | Película                              | Papel                        | Notas                                                |
| ---- | ------------------------------------- | ---------------------------- | ---------------------------------------------------- |
| 2001 | Ajnabee                               | Sonia/Neeta                  | Ganadora del Filmfare Best Debut Award               |
| 2002 | Gunaah                                | Prabha Narayan               |                                                      |
| 2002 | Chor Machaye Shor                     | Ranjita                      |                                                      |
| 2002 | Mere Yaar Ki Shaadi Hai               | Ria                          | Cameo                                                |
| 2002 | Aankhen                               | Raina                        | Aparición especial                                   |
| 2002 | Raaz                                  | Sanjana Dhanraj              | Nominación al Filmfare Best Actress Award            |
| 2002 | Takkari Donga                         | Panasa                       | En telugu                                            |
| 2003 | Zameen                                | Nandini                      |                                                      |
| 2003 | Footpath                              | Sanjana                      |                                                      |
| 2003 | Rules - Pyaar Ka Superhit Formula     | Se interpreta a sí misma     | Aparición especial                                   |
| 2003 | Jism                                  | Sonia Khanna                 | Nominación al Filmfare Best Villain Award            |
| 2004 | Madhoshi                              | Anupama Kaul                 |                                                      |
| 2004 | Rakht: What If You Can See the Future | Drishti                      |                                                      |
| 2004 | Rudraksh                              | Gayetri                      |                                                      |
| 2004 | Aetbaar                               | Ria Malhotra                 |                                                      |
| 2004 | Ishq Hai Tumse                        | Kushboo                      |                                                      |
| 2005 | Apaharan                              | Megha                        |                                                      |
| 2005 | Shikhar                               | Natasha                      |                                                      |
| 2005 | No Entry                              | Bobby                        | Nominación al Filmfare Best Supporting Actress Award |
| 2005 | Barsaat                               | Anna                         |                                                      |
| 2005 | Sachien                               | Manju                        | con el actor Vijay                                   |
| 2005 | Viruddh                               | Passerby                     | Aparición especial                                   |
| 2005 | Chehraa                               | Negha                        |                                                      |
| 2006 | Hum Ko Deewana Kar Gaye               | Sonia Berry                  |                                                      |
| 2006 | Jaane Hoga Kya                        | Aditi                        |                                                      |
| 2006 | Omkara                                | Billo Chamanbahar            | Aparición especial                                   |
| 2006 | Corporate                             | Nishigandha Dasgupta         | Nominación al Filmfare Best Actress Award            |
| 2006 | Phir Hera Pheri                       | Anuradha                     |                                                      |
| 2006 | Darna Zaroori Hai                     | Varsha                       |                                                      |
| 2006 | Alag                                  |                              | Aparición especial, Sabse Alag                       |
| 2006 | Dhoom 2                               | ACP Shonali Bose/Monali Bose |                                                      |
| 2007 | Nehlle Pe Dehella                     | Pooja                        |                                                      |
| 2007 | Dhan Dhana Dhan... Goal               | Rumana (Pakistaní girl)      | Southall United                                      |
| 2007 | Dus Kahaniyaan                        |                              | Produciéndose                                        |
| 2007 | Race                                  |                              | Produciéndose                                        |
| 2008 | Pankh                                 |                              | Produciéndose                                        |
| 2008 | Mr. Fraud                             |                              | Anunciada                                            |
| 2008 | Raaz 2                                |                              | Anunciada                                            |
| 2008 | International Hera Pheri              |                              | Produciéndose                                        |
| 2008 | Bread, Butter and Cash                |                              | Anunciada                                            |
| 2012 | Singularity                           |                              |                                                      |